# Kees Akerboom (1952)
Cornelis Arnoldus Gerardus Akerboom, detto Kees (Haarlem, 8 aprile 1952), è un ex cestista olandese.
È il padre di Kees Akerboom jr.

## Palmarès
- Campionato olandese: 9

Flamingo's Haarlem: 1970-71, 1971-72, 1972-73
EBBC Den Bosch: 1978-79, 1979-80, 1980-81, 1982-83, 1983-84, 1984-85
- Coppa d'Olanda: 2

Flamingo's Haarlem: 1970, 1971